# Nadiu digital

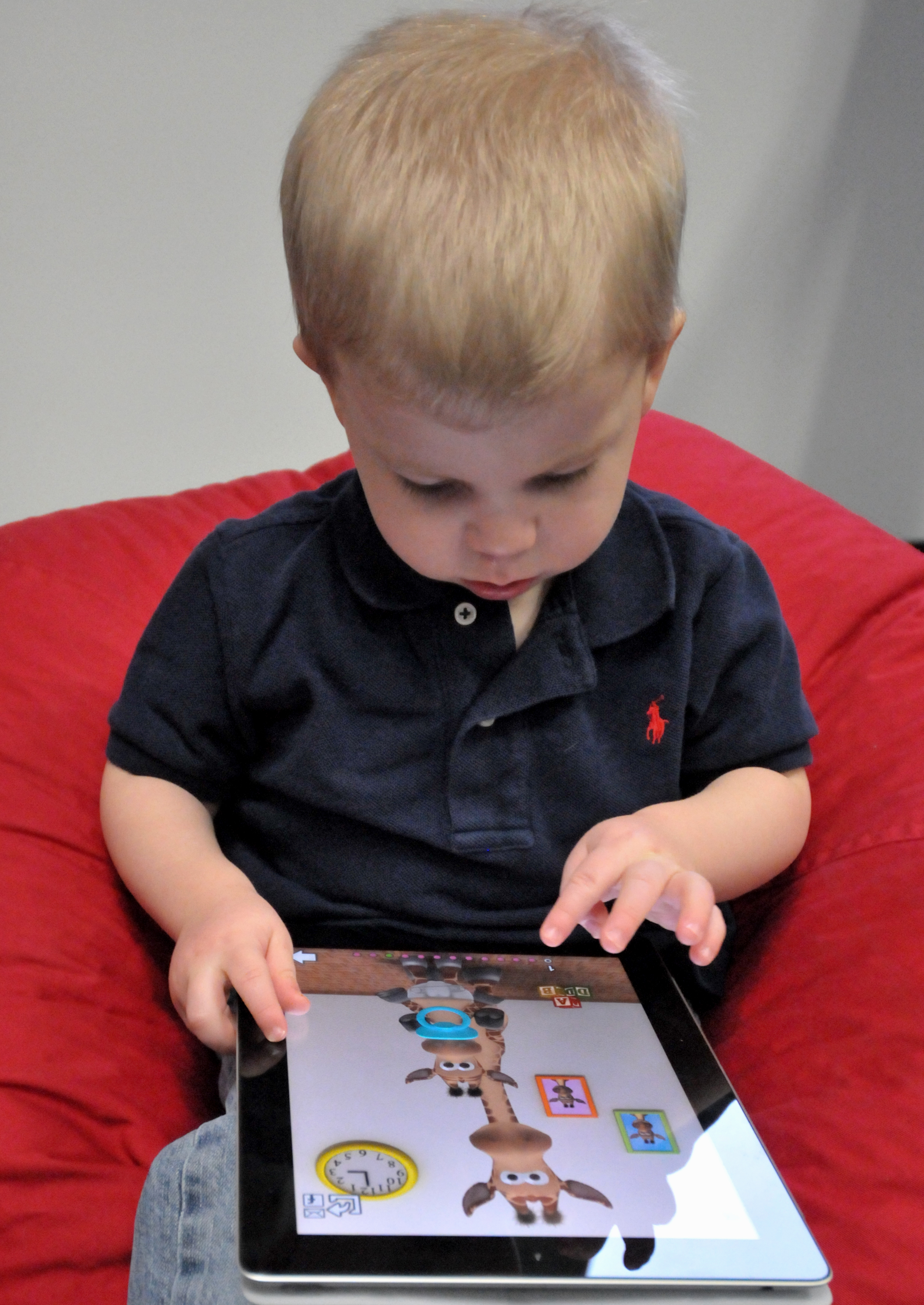
Nen de divuit mesos d'edat, observant i manipulant una tablet (data: 13 d'abril de 2011).

El concepte nadiu digital es refereix a una persona que ha crescut en l'era digital, en lloc d'haver adquirit familiaritat amb els sistemes digitals com a adult; en aquest cas se l'hauria de considerar com un immigrant digital. Els dos conceptes (nadiu digital i immigrant digital) es van emprar ja en 1996, com a part de la “Declaració d'Independència del Ciberespai”. Sovint, ambdues nocions (o ambdues valoracions) s'utilitzen en vinculació al concepte de bretxa digital, pel que fa a la diferent capacitat d'ús tecnològic que existeix entre les persones nascudes a partir de 1980 en endavant i les nascudes amb anterioritat.
La tecnologia digital va començar a desenvolupar-se amb força al voltant de l'any 1978, i per tant, es considera que els que van néixer després de 1979 i van tenir al seu abast (a les seves cases i/o a establiments d'estudi i de recreació) tant ordinadors com telèfons mòbils, podrien considerar-se natius digitals: un exemple d'això són els nens i els joves que agafen un mòbil, una tableta, o un ordinador, i el fan funcionar de manera intuïtiva, sense necessitat de cap aprenentatge especial ni d'haver rebut cap formació específica prèvia.

## Origen

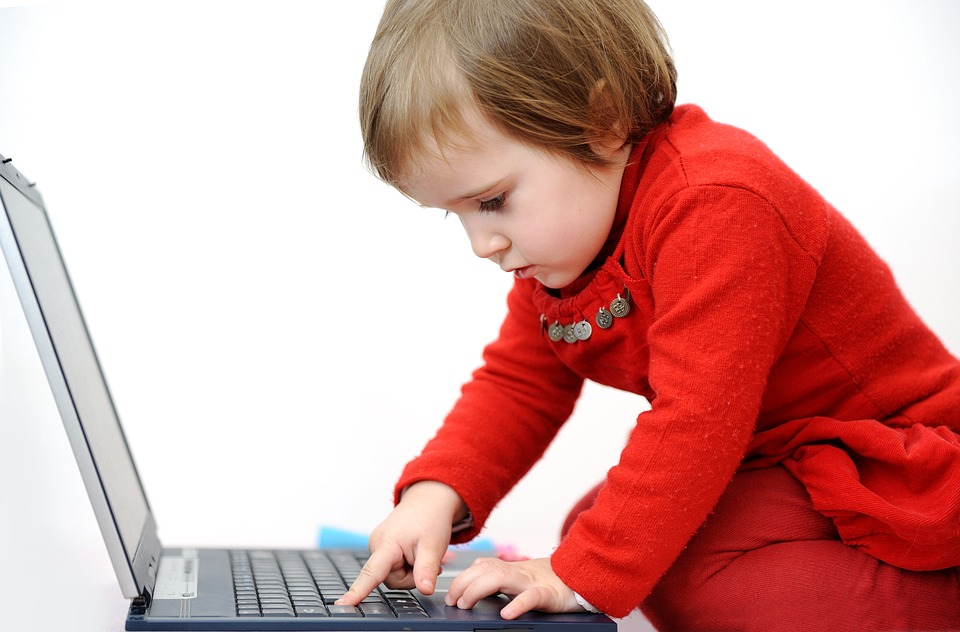
Molts són els nens que interactuen durant la seva etapa preescolar, utilitzant dispositius digitals tals com laptops, telèfons cel·lulars, etcètera.

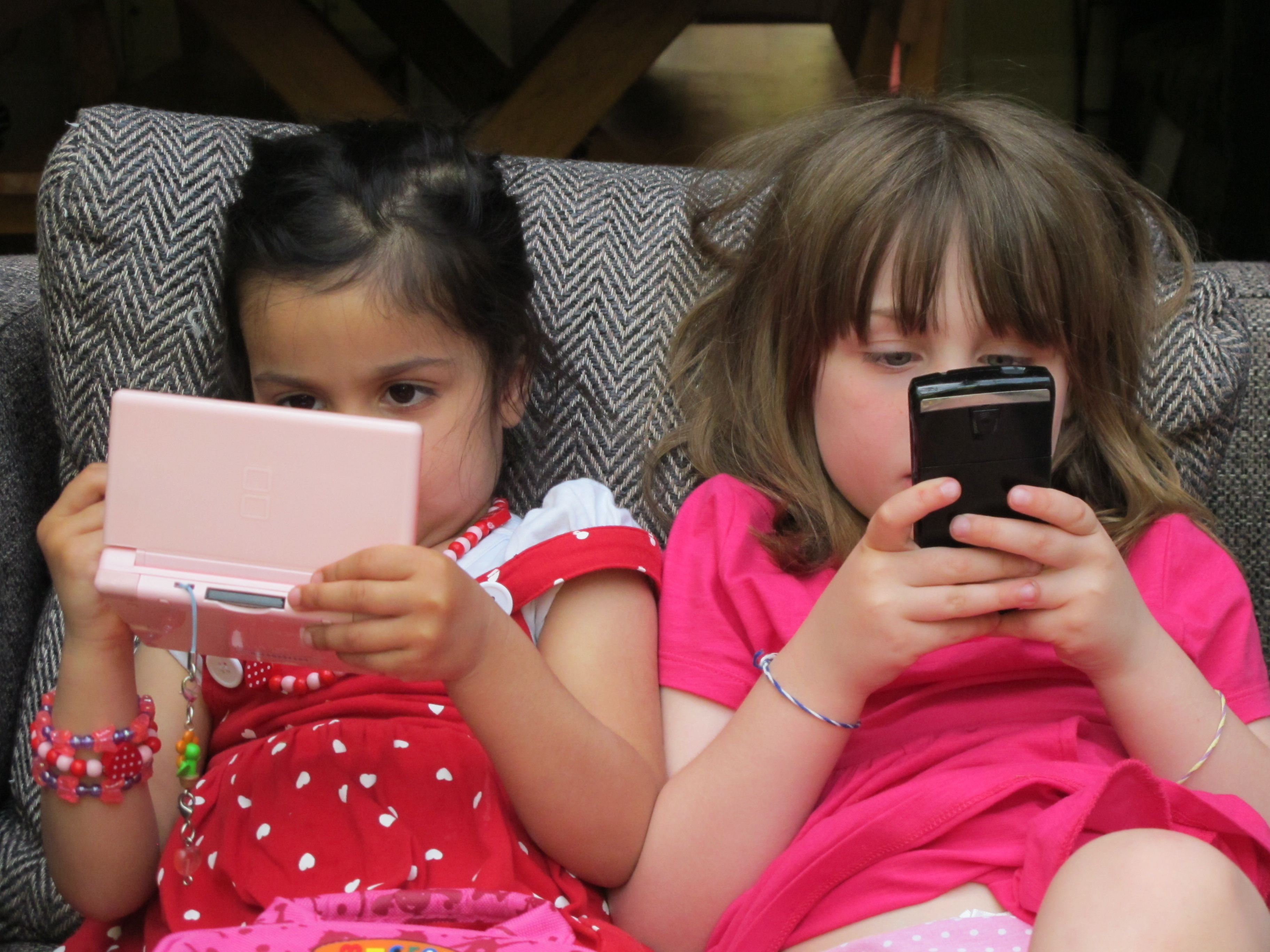
Dues nenes assegudes una al costat de l'altra, però molt atentes i molt concentrades a manipular els seus respectius dispositius digitals.

Marc Prensky és conegut per ser qui va divulgar els termes «nadiu digital» i «immigrant digital». Aquests van aparèixer per primera vegada en el seu article Digital Natives, Digital Immigrants de l'any 2001. L'ús de la noció o del concepte de nadiu digital, sorgeix a partir de que aquestes persones podrien ser considerades com a habitants d'un altre país o d'una altra civilització, ja que entre altres coses, sembla que han forjat el seu propi idioma i la seva pròpia manera de pensar i de raonar.
El concepte es va fer popular entre educadors i pares de família: els seus nens encaixaven amb la definició de Prensky de «nadiu digital» i des d'aquell moment ha estat una eina efectiva de màrqueting. És important destacar que el paper original de Prensky no tenia un propòsit científic i no existien dades empíriques que recolzessin els seus termes. No obstant això, aquests conceptes s'han utilitzat en literatura acadèmica de llavors ençà, principalment en l'àmbit educatiu.
A més, i segons el propi Marc Prensky, una de les claus que presenta l'era de l'ensenyament digital és que "els educadors, immigrants digitals, han d'especialitzar-se a guiar als joves, nadius digitals, en l'ús de la tecnologia i per a l'aprenentatge efectiu, motivant-los perquè aprenguin a través de la seva pròpia passió".
Prensky des de llavors va abandonar la metàfora de «nadius digitals» per «Digital Wisdom». Recentment la idea s'ha proposat com a alternativa per entendre les diferents formes en què els individus interactuen amb la tecnologia digital.
A finals del 2001, Lorenzo Vilches va reflexionar sobre els canvis socials que experimentaven els usuaris en el camp de la televisió, a causa del procés de migració digital, la qual cosa també suposava el desplaçament cap a un món altament tecnificat, amb una nova economia creada per les tecnologies del coneixement, i on el canvi fonamental era el maneig de la informació.
En aquest context, Lorenzo Vilches destacava que en la migració digital, el món no es divideix entre rics i pobres, sinó entre els qui estan informats i aquells que s'han quedat ressagats i apartats de les noves tecnologies.
Per a Lorenzo Vilches, l'aparició de les noves tecnologies juntament amb la internacionalització dels mercats ha provocat una sèrie de migracions que afecten diferents àmbits: (A) l'imaginari tecnològic, ja que en aquest àmbit afloren nous i antics mites en les narracions i els continguts dels mitjans; (B) el llenguatge i al mercat cultural, on es promou el debat sobre la cultura dels nous mitjans i la seva dependència de les exigències comercials; (C) les noves formes narratives utilitzades; (D) les conductes dels usuaris, que gràcies a la interactivitat es converteixen en manipuladors de continguts; i a més, (E) la forma de conèixer, arxivar, classificar, i trobar les imatges que produeix la societat.

## Nadius digitals i immigrants digitals

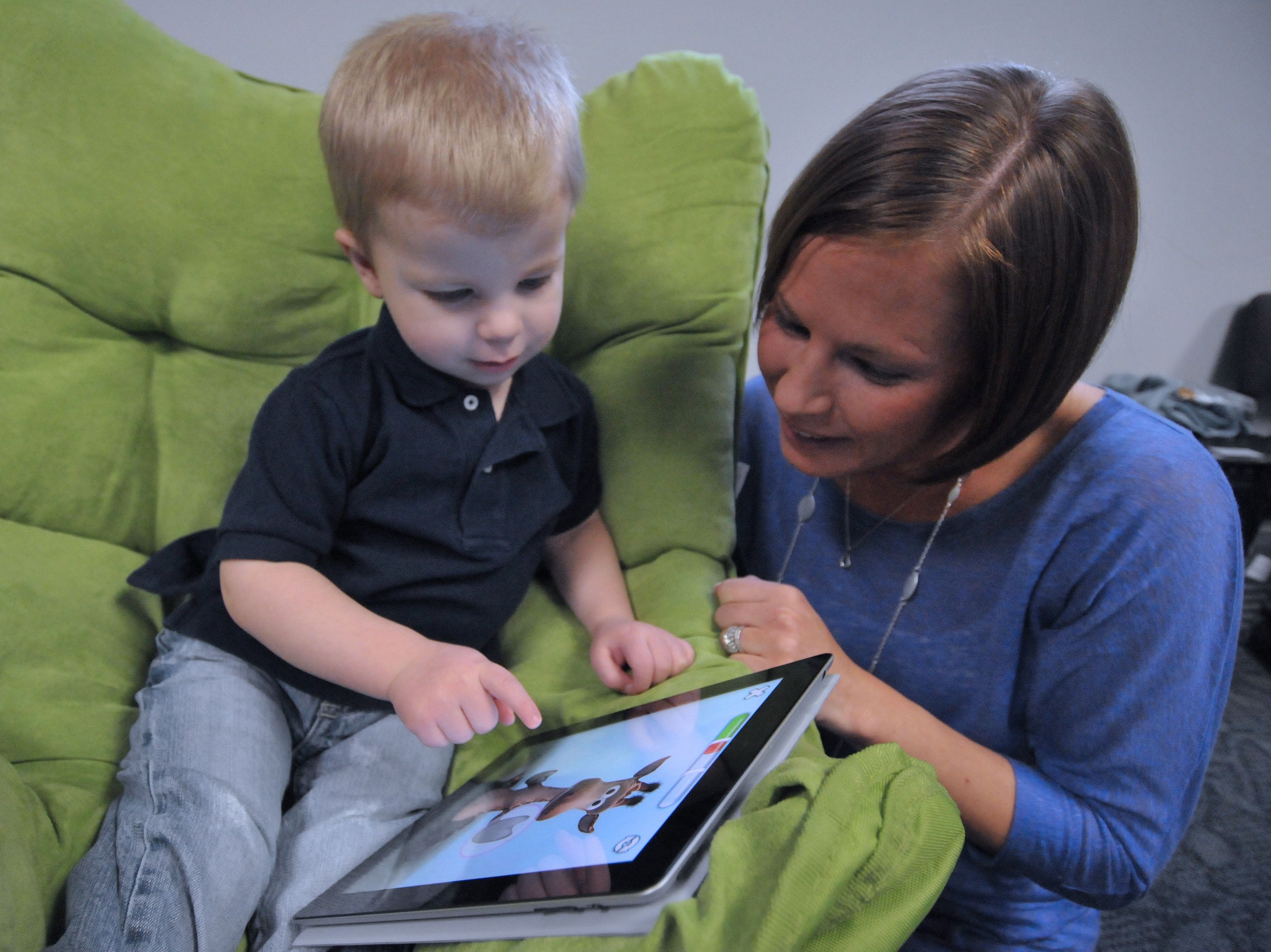
Un nen de 18 mesos d'edat, amb una tableta Apple iPad, al costat de la seva mare (data: 13 d'abril de 2011).

Marc Prensky descriu els nadius digitals com les persones que, envoltades des de molt petits per les noves tecnologies i els seus dispositius (per exemple: ordinadors, videojocs, càmeres de video, telèfons mòbils, entre uns altres) així com dels nous mitjans de comunicació que consumin massivament, desenvolupen de forma espontània i natural una altra manera de pensar i d'entendre el món. Per oposició, també defineix l'immigrant digital com la persona nascuda i educada abans de l'auge de les noves tecnologies.
Hi ha hagut diversos conflictes originats per la notòria divisió entre els nadius digitals i els immigrants digitals, ja que moltes vegades es produeixen desavinences ideològiques relacionades amb el món de la tecnologia digital. El règim diari de la vida de treball ha presentat més avanços tecnològics. Amb la tecnologia avançant constantment, a alguns immigrants digitals els costa de seguir el ritme.

## Desafiaments pedagògics
Marc Prensky es preguntava «Com hauríem d'anomenar a aquests “nous” estudiants d'avui? Alguns es refereixen a ells com la Generació-N [per Net] o com a Generació-D [per Digital] (de vegades també anomenada Generació-Alpha), però segurament la designació més útil i raonable sigui la de Nadius Digitals. Podem dir que avui els estudiants són tots “parlants nadius” del llenguatge digital dels ordinadors, dels videojocs, i d'Internet.»
Aquest autor enfronta el nadiu digital (alumne tecno-competent) i l'immigrant digital (l'escola tradicional) per mostrar que la simple reproducció dels mètodes que van funcionar en el passat està condemnada al fracàs, i que només provocarà desinterès. Suggereix aprofitar especialment el potencial de l'ús dels videojocs en el context d'aprenentatge. Posa així de relleu la seva capacitat per a estimular els joves aprofitant una mena d'aprenentatge que reforça l'autonomia i el pensament reflexiu. Subratlla a més la necessitat per a la institució escolar d'obrir-se a altres formes d'aprenentatge, i proposa reformar la pedagogia vigent a les escoles desenvolupant un entorn d'aprenentatge més motivador i d'acord amb les capacitats d'aquesta nova generació.
També planteja repensar els currículums conservant únicament allò que és útil, i associar al futur les temàtiques i els coneixements.
Prensky esmenta el problema que suposa l'educació en el món digital, ja que els instructors o mestres són immigrants digitals, que parlen una "llengua" diferent (en referència a l'era pre-digital). A alguns els resulta complicat d'ensenyar a una població que compta amb un altre llenguatge. Els nadius digitals han passat molt de temps amb la tecnologia, i això ha canviat la seva manera d'interactuar amb els aparells digitals. Perquè els professors puguin aprendre les necessitats dels nadius digitals, cal que canviï l'ensenyament educatiu tradicional.

## No veiem que no veiem

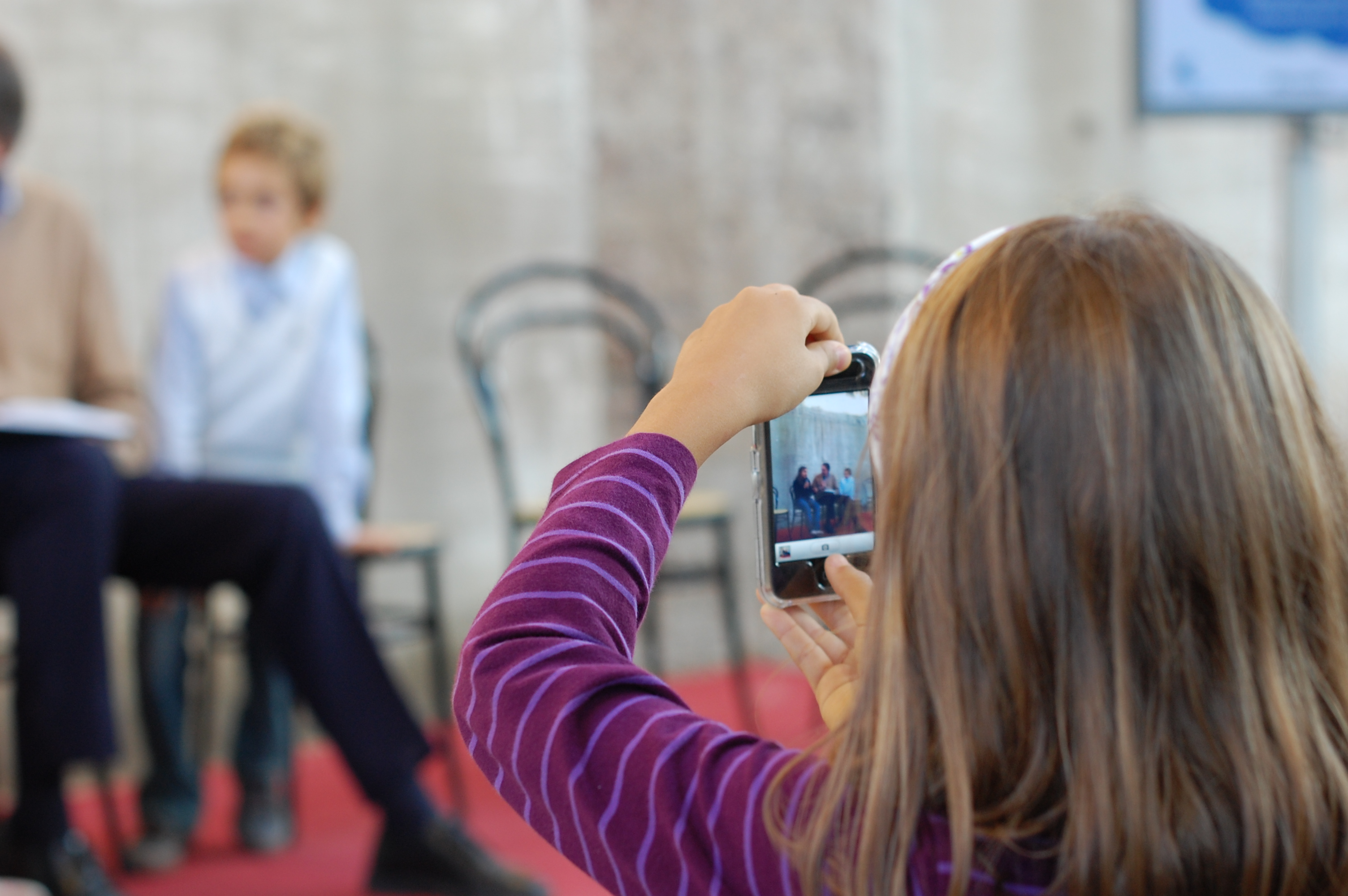
Nadiu digital (d'esquena) fent una foto a Itàlia

Si Heinz von Foerster (1976) incideix que el pecat original de tota epistemologia és que no veiem que no veiem, en el cas escolar la cosa s'agreuja infinitament, i la principal responsabilitat és no comprendre que avui els estudiants estan canviant en forma radical, des de la seva axiologia fins a la seva epistemologia, i ja no es corresponen amb els subjectes per als quals es va dissenyar el sistema educatiu en el passat.
Els nens que tenen actualment entre 5 i 15 anys són la primera generació en tot el planeta que ha crescut en contacte amb aquestes noves tecnologies. Aquests nens han passat tota la seva vida envoltats d'ordinadors, de videojocs, de telèfons mòbils, i de tota mena de gadgets digitals, però especialment han crescut respirant l'atmosfera d'Internet (Manuel Castells 2001; Prensky, 2006; Gee, 2003, 2007). Els estudiants actuals, ja siguin de 6 o de 20 anys (preferentment la franja dels 5 als 15 anys), són parlants nadius del llenguatge de la televisió interactiva, dels ordinadors, dels videojocs, i d'Internet. I els docents, per més tecnofílics que siguin, no passaran mai d'immigrants digitals, o de parlants més o menys competents en aquesta segona llengua.
Per als immigrants, la digital és una segona llengua, i es nota en tot el que fan. És un accent que matisa totes les seves activitats i que es reflecteix fonamentalment en la seva vida acadèmica i professional.
Per exemple, alguns comportaments típics dels immigrants digitals podrien ser: que entren a Internet només quan no troben un llibre que tracti el problema que els interessa; que abans d'usar un aparell llegeixen el manual; o que abans de fer servir qualsevol programa se'ls ha d'ensenyar quina és la tecla que han de prémer. Una altra diferència amb els nadius digitals és de caràcter temporal, és a dir, els nadius estan molt acostumats a rebre i processar la informació molt més ràpidament que els immigrants. Els nadius acostumen a realitzar multi-tasques, i en canvi, els immigrants digitals, si bé en alguns casos aconsegueixen reconèixer a això com una habilitat especial, en altres casos solen dubtar que els nens puguin aprendre mentre veuen televisió, escolten música, o estan connectats.
És important reconèixer que la majoria de docents encara consideren els alumnes com als estudiants d'altres èpoques i pensen que els mètodes d'ensenyament que van resultar favorables en aquell moment tindran el mateix resultat en aquests nadius digitals. Els docents no estan familiaritzats completament amb aquestes noves metodologies, i no són gaire partidaris de la innovació; per exemple, la Confederació Espanyola de Centres d'Ensenyaments (CECE) informa que el 40 % dels docents no utilitza les TICS per falta de formació. És per això que sovint els docents (immigrants digitals) fan que l'educació no sigui gaire atractiva en comparació amb tota la resta d'experiències que experimenten en la seva vida quotidiana aquests nens i joves que utilitzen i apliquen amb gran fluïdesa el llenguatge digital.

## Una altra mirada sobre els nadius digitals

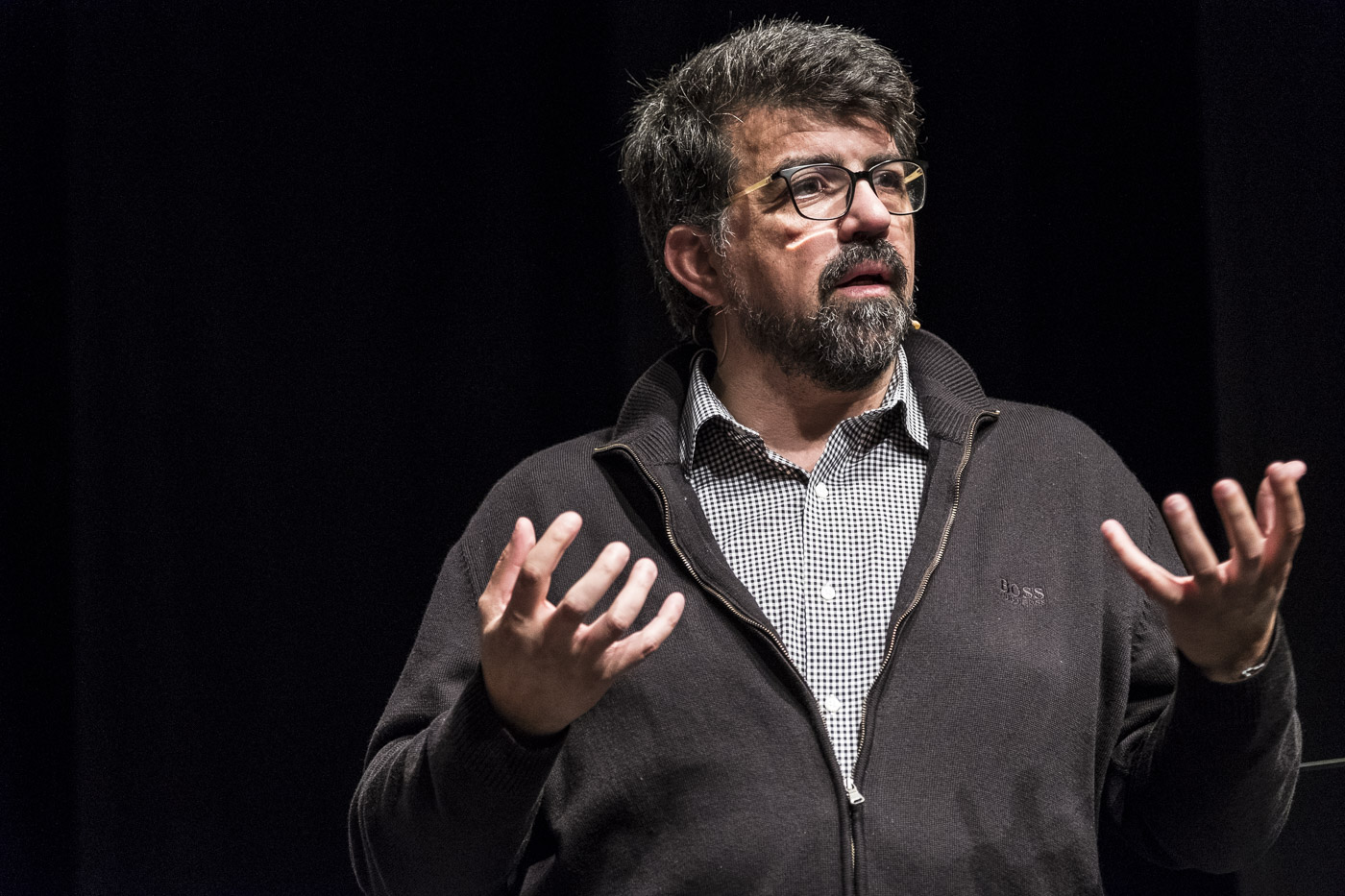
Genís Roca, expert espanyol en Internet

Genís Roca, referint-se a aquest tema, considera que prendre com a criteri l'edat per diferenciar als nadius digitals dels immigrants digitals no és un criteri gaire encertat, ja que en realitat no és l'element fonamental per determinar les pràctiques digitals que una persona desenvolupa i posa en pràctica. I proposa una altra forma de categoritzar als qui manegen les noves tecnologies, no estrictament en funció d'una franja d'edat, sinó a partir del temps i ús quotidià de les tecnologies digitals. Sosté també que és important el fet que aquesta experiència digital es relacioni amb la resolució de problemes i amb l'assoliment d'objectius. D'aquesta manera, assegura Roca, podem trobar gent jove que té accés a les tecnologies digitals però que no entraria en aquesta categoria de “nadiu digital”, ja que no compleix les qualitats abans citades. I en canvi, sí que hi ha adults que es troben completament immersos i ben integrats en les activitats tecnològiques, allunyant-se doncs de la categoria d'“immigrant digital” i en algun sentit acostant-se als “nadius digitals”. Per tant, el que defineix i marca la diferència, no és estrictament la data de naixement d'algú, sinó l'actitud i el nivell d'ús del digital per part del subjecte, per a la resolució dels problemes que se li plantegen.
Des d'un altre punt de vista, la generació dels nadius digitals no és homogènia. Encara que, en major o menor mesura, aquests coneixen i fan ús de la tecnologia, no tots presenten el mateix nivell de coneixement i d'habilitats tecnològiques. Les diferències dins mateix de l'anomenada “generació digital” són tan importants com les diferències entre una generació i la següent (o l'anterior).
Genís Roca, que treballa amb nens en risc d'exclusió social, afirma que l'edat no ho és tot. Aquests nens no solen tenir ni suport familiar ni accés fluid a aquestes eines, encara que si es resolen aquestes mancances solen posar-se al dia fàcilment donada la rapidesa de la seva assimilació i aprenentatge.
D'altra banda, Henry Jenkins afirma que les noves cultures de participació han estat construïdes per joves i adults treballant junts. Parla d'una cultura participativa a través dels blog i de les xarxes socials, on tots interactuen quotidianament sense tenir en compte les seves respectives edats.
Els joves utilitzen molt bé la tecnologia per passar el temps i per comunicar-se a través de les xarxes socials, així com per utilitzar els jocs en línia, però en canvi no saben com fer servir les seves habilitats tecnològiques a les escoles.
Per la seva banda, Edith Litwin planteja que les tecnologies ben utilitzades pel docent permeten atreure l'atenció dels alumnes, ja que aquests estan immersos en un món basat en imatges.